# 압둘 파타우 이사하쿠
압둘 파타우 이사하쿠(영어: Abdul Fatawu Issahaku, 2004년 3월 8일 ~ )는 가나의 축구 선수로, 현재 잉글랜드 EFL 챔피언십의 클럽 레스터 시티에서 뛰고 있다. 포지션은 미드필더이다.